# オイヤー・アンド・ターミナー
オイヤー・アンド・ターミナー（oyer and terminer、[ˈɔɪ.ər ... ˈtɜːrmɪnər] 「傾聴と決定」を意味するアングロフランス語「oyer et terminer」の部分的翻訳）は、巡回裁判所判事の職務の一部を指して用いられるフランス法の用語で、イングランド法における概念。
「オイヤー・アンド・ターミナー」という言葉は、傾聴と決定の効果が及ぶ限り、刑事裁判を行う権限を持つ裁判所を指す際にも用いられる。

## アメリカ合衆国における用法
1692年5月27日、マサチューセッツ植民地総督のウィリアム・フィップスは、セイラム魔女裁判を行うためにオイヤー・アンド・ターミナー裁判所を開設した。7人の判事によって構成されるこの法廷の定足数は5人だった。1692年10月29日、総督のフィリップスはこの裁判所を解散させた。
ニューヨーク州には19世紀の長きに亘ってオイヤー・アンド・ターミナー裁判所が存在していたが、1896年に州憲法の改正によって廃止された。

## 定義
オイヤー・アンド・ターミナー(audiendo et terminando)
- オイヤー（Oyer）フランス法において「傾聴」または「検証」を意味する。ラテン語「audire」に由来。
- ターミナー（Terminer）フランス法において「決定」を意味する。ラテン語「terminare」に由来。